# Gamō Hiroshi
Gamō Hiroshi (ガモウひろし), né le 17 août 1962 à Tokyo, est un mangaka japonais connu pour ses travaux publiés dans le Weekly Shōnen Jump. Son manga le plus connu est Tottemo! Luckyman.  

## Hypothèse: Tsugumi Ohba
Au vu de la popularité de Death Note, certains avancent que ce pseudonyme
cache un scénariste célèbre. De plus, bien que Tsugumi soit un prénom féminin, il n'est pas rare de voir des auteurs de manga prendre un nom 
de plume du sexe opposé. Les rumeurs les plus persistantes avancent que 
ce serait Gamō Hiroshi, également mangaka, qui se cacherait sous ce pseudonyme, car dans la série Bakuman, l'oncle du personnage principal travaillait sur un gag-manga sur les super-héros, tout comme Hiroshi à son époque.

## Mangas notables
- Rinkiōhenman (臨機応変マン?) (1986-1988)
- Suupaa Booyaken-chan (スーパーボーヤケンちゃん?) (1989)
- Toraburu Kanchu ki (トラブル昆虫記) (1990)
- Tottemo! Luckyman (とっても! ラッキーマン?) (1993-1997)
- Countdown hero 21st century man(COUNT DOWN ヒーロー21世紀マン) (1998)
- Boku wa Shōnen Tantei Dan♪♪ (僕は少年探偵ダン♪♪?) (1998-1999)
- Bakabakashiino! (バカバカしいの!?) (2000-2001)
- Detaa~h Wantsuu Pantsu-kun (でたぁーっ わんつーぱんつくん?)
- Gamouhirosh Yose Atsumei (ガモウひろし寄せ集め) (2009)